# Weinstadl

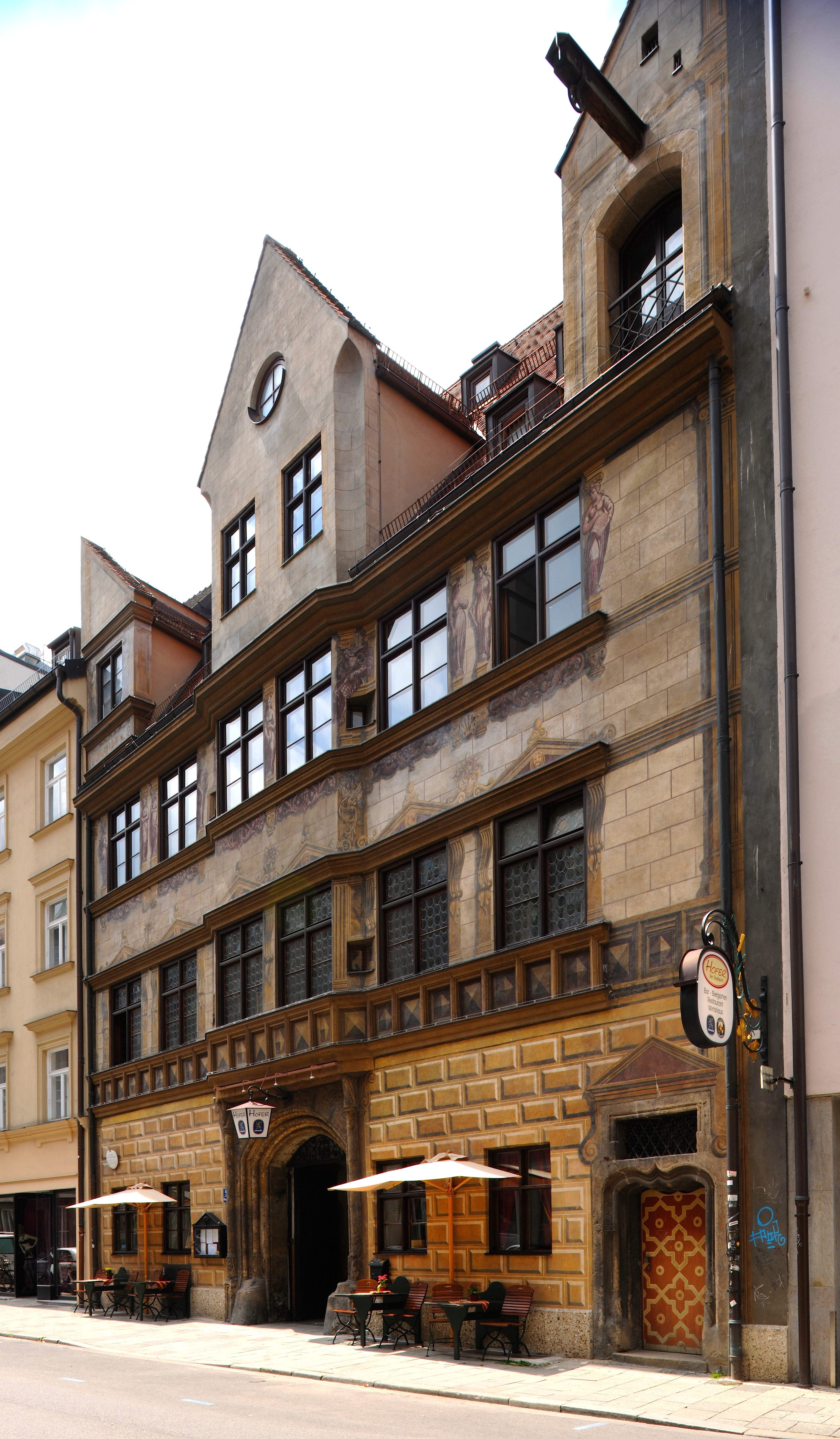
Fassadenansicht des Weinstadls

Der Weinstadl in der Burgstraße 5 ist eines der ältesten noch erhaltenen Häuser Münchens. Das Gebäude ist als Baudenkmal in die Bayerische Denkmalliste eingetragen.

## Beschreibung
Das 1525 erbaute gotische Bürgerhaus wurde durch den Stadtmaurermeister Hans Aerenhofer der Ältere 1551 bis 1552 zum Stadtschreiberhaus umgebaut. Reste des Laubenhofes und des Treppenturms, die ursprünglich zum städtischen Weinstadl der Dienerstraße gehörten, blieben dabei erhalten. Hans Mielich bemalte 1552 die Fassade. Von 1552 bis 1612 war im Gebäude die Stadtschreiberei untergebracht.
Im Zweiten Weltkrieg wurde das Gebäude 1944 schwer beschädigt und 1951 durch Siegfried Schmelcher wieder instand gesetzt. 1962 bis 1963 wurde die Fassadenmalerei restauriert. 1990 auf 1991 erfolgte ein erneuter Umbau des Innenraums.
Im Innenraum befindet sich der letzte gotische Treppenturm mit Schnecke in München. Außerdem ist das Haus eines der wenigen mit einer noch erhaltenen Himmelsleiter.
Im Dezember 2021 öffnete der Koch Tohru Nakamura sein Restaurant Tohru in der Schreiberei im historischen Weinstadl. Im März 2022 wurde das Tohru mit zwei Michelinsternen ausgezeichnet. 2025 erhielt das Restaurant seinen dritten Michelinstern.